# Murfatlar
Murfatlar, anteriormente conhecida como Basarabi, é uma cidade da Romênia com 10.216 habitantes, localizada no judeţ (distrito) de Constanţa.